# Marava griveaudi
Marava griveaudi – gatunek skorka z rodziny kleszczankowatych i podrodziny Spongiphorinae.
Gatunek ten opisany został w 1966 roku przez Alana Brindle’a, na podstawie okazów odłowionych w latach 1956–1960. Miejscem typowym jest las w Morondavie. Epitet gatunkowy nadano na cześć P. Griveauda, który odłowił holotyp i większość paratypów.
Skorek o ciele długości od 7,5 do 8,5 mm i błyszczącym, prawie niepunktowanym oskórku. Czarna głowa zaopatrzona jest w czułki o członach od pierwszego do piątego brązowych, od szóstego do ósmego czarnych, dziewiątym i nasadzie dziesiątego białych, a pozostałych czarnych lub brązowych. Czworokątne, ku tyłowi rozszerzone przedplecze jest czarne z wąsko zabielonymi bokami. Tylna część przedplecza jest wciśnięta, a tylna krawędź wypukła. Prawie dwukrotnie dłuższe od przedplecza pokrywy (tegimny) są czarniawobrązowe z parą eliptycznych, żółtych plam na dysku. Tylne skrzydła nie są nawet w połowie tak długie jak pokrywy. Ich barwa jest czarniawobrązowa pośrodku i żółta po bokach. Odnóża mają żółte stopy, białawe do białawożółtych golenie z ciemnymi przepaskami oraz, z wyjątkiem wierzchołków, czarnr uda. Odwłok jest czarny. Ostatni tergit samca jest wklęśnięty pośrodku tylnej krawędzi, a u samicy zwężony ku tyłowi. Pygidium u samca jest długie i ma równoległe boki, u samicy zaś jest ukryte. Przysadki odwłokowe (szczypce) mają żółte nasady. U samca mają 3 mm długości, trójkątny przekrój, listewkowate krawędzie zewnętrzne i spłaszczone krawędzie wewnętrzne oraz małe ząbki na wysokości szczytu pygidium. U samicy mają 1,75 mm długości, trójkątny przekrój, spłaszczone krawędzie wewnętrzne przesunięte prawie na grzbiet, delikatnie ząbkowane nasadowe odcinki krawędzi brzuszno-wewnętrznych, a kształt prawie prosty z dośrodkowo zakrzywionymi wierzchołkami; prawie stykają się nasadami.
Owad endemiczny dla Madagaskaru.